# Hiram (Maine)
Hiram és una població dels Estats Units a l'estat de Maine (EUA). Segons el cens del 2000 tenia 1.423 habitants.

## Demografia
Segons el cens del 2000, Hiram tenia 1.423 habitants, 534 habitatges, i 388 famílies. La densitat de població era de 14,6 habitants/km².
Dels 534 habitatges en un 36,3% hi vivien nens de menys de 18 anys, en un 60,1% hi vivien parelles casades, en un 8,6% dones solteres, i en un 27,3% no eren unitats familiars. En el 19,5% dels habitatges hi vivien persones soles el 7,3% de les quals corresponia a persones de 65 anys o més que vivien soles. El nombre mitjà de persones vivint en cada habitatge era de 2,66 i el nombre mitjà de persones que vivien en cada família era de 3,07.
Per edats la població es repartia de la següent manera: un 27,8% tenia menys de 18 anys, un 6,4% entre 18 i 24, un 29,4% entre 25 i 44, un 25,7% de 45 a 60 i un 10,8% 65 anys o més.
L'edat mediana era de 37 anys. Per cada 100 dones de 18 o més anys hi havia 99,8 homes.
La renda mediana per habitatge era de 34.167 $ i la renda mediana per família de 36.964 $. Els homes tenien una renda mediana de 27.784 $ mentre que les dones 22.500 $. La renda per capita de la població era de 16.293 $. Entorn del 12% de les famílies i el 14% de la població estaven per davall del llindar de pobresa.